# アンリ＝ロベール・ド・ラ・マルク
アンリ＝ロベール・ド・ラ・マルク（Henri-Robert de La Marck, 1539年ごろ - 1574年12月2日）は、フランス貴族でノルマンディー総督。父ロベール4世が捕虜から戻ってすぐに亡くなり、ノルマンディー総督に昇進したアンリ＝ロベールは、父親の身代金による借金で破産し、経済的に困窮した。1559年にフランス王アンリ2世が亡くなり、アンリ＝ロベールの後援者であるディアーヌ・ド・ポワチエの失脚により、アンリ＝ロベールはノルマンディーでの立場が弱くなった。アンリ＝ロベールは、それまでのノルマン貴族の多くと同様に、1561年にプロテスタントに改宗したが、プロテスタント貴族を主導することにほとんど関心がなかった。
1562年に内戦が勃発したとき、アンリ＝ロベールはコンデ公とその仲間たちの反乱には加わらず、中立の道を歩んだ。オマール公がノルマンディーのプロテスタント鎮圧の任務を与えられたとき、アンリ＝ロベールはルーアンのプロテスタント軍に加わることなくオマール公クロード2世に対して武器を取り、この地方の争いにおける第三の勢力となった。その後、アンリ＝ロベールはノルマンディー総督の職を剥奪されたが、オマール公とモンパンシエ公ルイ3世の遠征が成功したことにより1564年6月にノルマンディー総督の職に復した。同月後半、アンリ＝ロベールはルーアンで自らの権限を主張しようとしたが、その命令はフランス王によって覆された。無力感を感じたアンリ＝ロベールは自領のアルデンヌに引退した。
1566年、アンリ＝ロベールはスペイン領ネーデルラントのプロテスタントによるスペインに対する蜂起において知らぬ間に自らも巻き込まれていることに気づいた。1572年にサン・バルテルミの虐殺が起こったとき、アンリ＝ロベールはパリにいたが、カトリックへの改宗の約束によって殺害を免れた。翌年、アンリ＝ロベールはこれを撤回し、1574年末に亡くなるまで反体制派への関与を疑われていた。

## 生涯

### 家族
アンリ＝ロベールはロベール4世・ド・ラ・マルクと、ディアーヌ・ド・ポワチエの娘フランソワーズ・ド・ブレゼの息子である。父および祖母はフランス王アンリ2世のお気に入りであったため、一族は多大な特権を得ていた。
アンリ＝ロベールはモンパンシエ公ルイ3世の娘フランソワーズ・ド・ブルボンと結婚した。

### アンリ2世の治世
1556年に父ロベール4世が亡くなると、アンリ2世からノルマンディー総督の地位が与えられた。しかしアンリ＝ロベールはすぐに財政難に陥り、その後数年にわたってブレゼ家の相続財産から構成される多くの領地をギーズ家に売却し、ノルマンディーでの地位を強化する必要があった。1562年にギーズ家はモールヴリエ伯領をアンリ＝ロベールから購入した。
1558年、アンリ＝ロベールは初めて総督職に就き、イングランドやスペインの攻撃からディエップを守るため、防衛を再編するためにディエップに向かった。
翌年イタリア戦争に終結をもたらしたカトー・カンブレジ条約により、アンリ＝ロベールはリエージュ司教に返還されたブイヨン公領を含む領土の一部を剥奪された。建前上、これらの損失はフランス王により補償されることになっていたが、金銭や代替の領地は一切提供されなかった。

### フランソワ2世の治世
アンリ2世の死とディアーヌ・ド・ポワチエの失脚により、アンリ＝ロベールの立場は危険にさらされた。アンリ＝ロベールの母でディアーヌの娘のフランソワーズは宮廷から追放され、新王はアンリ＝ロベールから総督職を剥奪することを考えた。

### シャルル9世の治世

#### ノルマンディーへの帰還
1556年に総督職に任命されて以降、一度しか総督府を訪れたことがなかったアンリ＝ロベールは、1561年に戻ったときにノルマンディーにおける自らの立場が弱いことに気づいた。ノルマンディーでは部外者のアンリ＝ロベールは、もともとこの地域と一族のつながりはなく、そのつながりのほとんどはアルデンヌにあり、主に今や権力を失ったディアーヌ・ド・ポワチエの後援により一族はノルマンディーにおいて権力を得ていたに過ぎなかったのである。同年にアンリ＝ロベールはプロテスタントに改宗し、遺領の多くを売却したギーズ家との関係が複雑になった。アンリ＝ロベールはプロテスタント信者であったにもかかわらず、地元のプロテスタント共同体の指導者になることにほとんど興味がなかったため、その役割はモンゴムリ伯ガブリエル・ド・ロルジュなどの在地の下級貴族に委ねられた。

#### プロテスタントの権勢
しかし、アンリ＝ロベールのプロテスタントへの改宗は、ガスパール2世・ド・コリニーの信頼を勝ち取ることはできなかった。1561年末にアンリ＝ロベールが宮廷で権勢を得ていた時には、ディアーヌ・ド・ポワチエではなくギーズ家との関係を理由に、アンリ＝ロベールを総督から外すことが検討された。しかし、コリニーはギーズ家に対してそれほど厳しく行動することができないと感じていたため、ギーズ家との関係の近さが最終的にアンリ＝ロベールを救うこととなった。
アンリ＝ロベールはノルマンディーのプロテスタントを率いる意欲がなかったにもかかわらず、プロテスタントの集会を容認し、治安判事やバイイに対しプロテスタントに干渉しないよう指示した。カトリック教徒のブルッヘの名士がユグノーを率いる町とその資産のリストを所持しているのがルーアンで見つかった際には、アンリ＝ロベールは名士裁判を行う特別な権限を与えられ、その名士の処刑を監督した。

#### 最初の内乱
1562年に内乱が勃発したとき、アンリ＝ロベールはコンデ公の反乱に加わる気はなく、カーンにとどまり中立を保った。この地域のユグノー教徒はアンリ＝ロベールのところに嘆願書を持参し、ユグノー教徒の蜂起は差し迫ったカトリックの攻撃に対する防衛策であると説明した。ノルマンディーの多くの町がプロテスタントの手に落ち始めると、アンリ＝ロベールはクーデターで占拠されたルーアンの門前に現れ、町の指導者たちを説得しようとしたが、成功しなかった。オマール公クロード2世は1562年5月5日にノルマンディーをフランス王に服従させるために派遣された。オマール公はアンリ＝ロベールの叔父であり、アンリ＝ロベールが受け入れられる軍事指導者として選ばれたとみられる。しかしアンリ＝ロベールはこの権限の簒奪に激怒し、シェルブールでオマールの副官マティニョン卿ジャック2世・ド・ゴワイヨンを包囲した。
オマール公とモンパンシエ公はノルマンディー総督府の職から外されたが、超カトリック教徒のこの2人は6月に総督府の職に復帰させることを求める運動を展開し、成功した。

#### 権力の失墜
職に復帰したアンリ＝ロベールは、再び厄介なノルマンディーを訪れ、ルーアンに到着すると、前年に起きたプロテスタントの判事殺害の裁判を求めて数人の容疑者を逮捕し、さらにルーアン包囲を受けて公職を拒否されたプロテスタントに対し、ルーアンにおける以前の地位を回復させるよう命じた。ルーアン包囲後にその職を拒否された人々は、ルーアンにおける以前の地位に戻されることになる。24人の評議会はアンリ＝ロベールの措置に関して宮廷に強く抗議し、最終的にアンリ＝ロベールが町で行おうとした政策の多くは覆され、アンリ＝ロベールは総督職を辞して自身の政策が覆されることのないスダンに戻った。アンリ＝ロベールは引き続きノルマンディー総督を務めたが、その離任後も実権は同地域の軍司令官にあった。
1566年後半、アンリ＝ロベールはプロテスタント貴族の一人であり続けたが、ポルシャン公アントワーヌ3世・ド・クロイらプロテスタント貴族はネーデルラントにおいてスペインに対し陰謀を企てていた。

#### サン・バルテルミの虐殺
1572年、アンリ＝ロベールはナバラ王アンリ（後のアンリ4世）とマルグリット・ド・ヴァロワの結婚式のためにパリに到着した。その数日後にサン・バルテルミの虐殺が起こると、アンリ＝ロベールはカトリックに改宗すると約束したことで命を救われ、一緒に隠れていた人々にも同様に改宗するよう勧めた。
アンリ＝ロベールのスダン公領はプロテスタントの反体制派の拠点となり、1574年初頭にフランスを荒廃させた政治的陰謀の際には、多数のユグノー貴族が領内に集結した。宮廷からフランスのスダンに使者が派遣され、アンリ＝ロベールとコンデ公にルートヴィヒ・フォン・ナッサウと共謀しないよう求めた。1574年12月2日にアンリ＝ロベールは死去した。

## 子女
モンパンシエ公ルイ3世の娘フランソワーズ・ド・ブルボンとの間に以下の子女をもうけた。
- ギヨーム＝ロベール（1563年頃 - 1588年） - ブイヨン公、スダン公
- シャルロット（1574年 - 1594年） - ブイヨン女公、スダン女公。アンリ・ド・ラ・トゥール・ドーヴェルニュと結婚。